# Louba
Louba (también conocido bajo el nombre de Raboru) es un arroyo de la Región wallonne en Bélgica, afluente de la Gileppe por su margen izquierdo, por lo que es afluente del Mosa a través de los arroyos Vesdre y Gileppe.

## Recorrido
Este arroyo nace bajo la forma de una multitude de drains en la parte occidental de la Grande Fagne que forma parte Elevadas Fagnes. Se cogiendo, estos drains forman la Louba que abandona el escenario fagnard y toma la dirección del norte por un recorrido forestal antes de lanzarse remacha izquierdo de la Gileppe para formar con estos últimos y otros arroyos el lago de la Gileppe.